# Santa Fe Rugby Club

SANTA FE RUGBY CLUB es un club de la Ciudad de Santa Fe que se dedica al ámbito deportivo, es uno de los equipos más importantes de la Provincia de Santa Fe. Su Plantel Superior de Rugby participa de la Primera División del TRL - Torneo Regional del Litoral como miembro de la Unión Santafesina de Rugby. 

## Historia
El Santa Fe Rugby Club nació, según el acta constitutiva, el 20 de diciembre de 1986 gracias a la desvinculación de algunos socios del rugby del Colegio La Salle Jobson de la ciudad de Santa Fe.
Usa como divisa oficial los colores azul, rojo y blanco; y su insignia es una bandera de los mismos colores con franjas horizontales en ese orden y de cinco (5) centímetros cada una de ellas.
El Santa Fe Rugby Club es una asociación civil -con fines de lucro-, debidamente habilitada por el Estado Provincial.
La personería jurídica fue otorgada mediante la Resolución Nº 133 de la Inspección General de Personería Jurídica fechada en esta ciudad el 30 de marzo de 1987 (Expte. Nº 14.706 – año 1987 del Registro de Fiscalía de Estado de la provincia de Santa Fe), y la personería deportiva a través de la Disposición de Personería Deportiva CO.PRO.DE Nº 261/94 del 12 de mayo de 1994, siendo tal número la identificación en el Registro de la materia.
Si bien su domicilio se ubica en el centro de la ciudad de Santa Fe, actualmente posee dos sedes. La primera de todas, donde se encuentran las instalaciones deportivas más antiguas, está ubicada en la Ruta Nacional N° 11, km 452,5, en el Barrio Altos del Sauce del distrito Sauce Viejo, en la ciudad de Sauce Viejo, departamento La Capital    departamento La Capital de esta provincia de Santa Fe, donde tiene cinco canchas de rugby reglamentarias -llamándose la cancha principal "Raúl Francisco DE BIAGGIO" en honor a uno de sus socios fundadores- y ocho de rugby infantil, así como también el estadio de hockey sobre césped sintético, siendo su entrada principal, sobre la Ruta, la que tiene las coordenadas 31°44'7.37"S y 60°48'59.14"O, la cual está registrada en los mapas que se descargan de la página www.proyectomapear.com.ar para los GPS, además de Google Maps Punto de Google Maps , mientras que su entrada secundaria está ubicada sobre la calle Irlanda N° 1180 , siendo sus coordenadas 31°44'3.07"S y 60°48'48.64"O y en Google Maps Irlanda 1180, Google Maps. Además, hace unos años, adquirió del Tiro Federal Santa Fe, un predio de 2,5 hectáreas ubicado exactamente dentro del llamado "Polo Deportivo", en donde se desarrolló el Centro de Entrenamientos "Federico Salvador CAPUTTO", con entrada por Raúl Tacca Nº 780 -comparte ingreso con el estadio de hockey sobre césped sintético de la ASH - Asociación Santafesina de Hockey SFRC Centro de Entrenamientos. 
Su página web es www.santaferugbyclub.com.ar
RUGBY MASCULINO:
Desde sus primeros partidos, el Santa Fe Rugby Club asumió ser uno de los protagonistas de las competencias de las que participó, tal es así que en 1987, su primer año de existencia,en salió campeón del Torneo organizado por al Unión Santafesina de Rugby, situación que repitió en 1988, 1989, 1990 y 1991.
En 2001 empezó a jugar el Torneo Regional del Litoral, uno de los torneos regionales más importantes de la República Argentina, organizado por la Unión Santafesina de Rugby, la Unión Entrerriana de Rugby y la Unión de Rugby de Rosario, clasificándose en 2005 por primera vez a las finales de este Torneo, del cual se consagró campeón el 4 de octubre de 2008 en la final disputada ese día en la cancha principal del CRAI, convirtiéndose en el primer campeón de la ciudad de Santa Fe del Torneo Regional del Litoral.
Luego de algunas participaciones en el Torneo del Interior organizado por la Unión Argentina de Rugby (www.uar.com.ar), en 2010 consiguió el 3.er puesto de este Torneo, y de esa manera se clasificó al Torneo Nacional de Clubes, también organizado por la UAR, convirtiéndose en unos de los mejores ocho (8) clubes del país.
Actualmente posee todas las divisiones del Rugby Infantil (a partir de los 6 años de edad), Rugby Juvenil (M15, M16, M17 y M19) y en Plantel Superior (M21, Pre Reserva, Reserva y Primera División). Sus Veteranos son entrenadores y managers de las distintas divisiones del Club.
HOCKEY FEMENINO:
El Club le dio importancia a la actividad deportiva de la mujer, fomentando la práctica del hockey sobre césped.
Es por ello que desde su creación sus asociados trabajaron para conseguir tener todas las divisiones de la Asociación Santafesina de Hockey.
En 2012 inauguró su cancha de césped sintético para la práctica del Hockey sobre césped, siendo el primer Club de la ciudad de Santa Fe en tener una cancha de esas características, y la segunda de la ciudad y alrededores (la otra le pertenece a la ASH - Asociación Santafesina de Hockey).

## Sedes
En la actualidad SANTA FE RUGBY CLUB tiene dos sedes: 
I- SAUCE VIEJO: donde se encuentran las instalaciones deportivas más antiguas, está ubicada en la Ruta Nacional N° 11, km 452,5, en el Barrio Altos del Sauce del distrito Sauce Viejo, en la ciudad de Sauce Viejo, departamento La Capital    departamento La Capital de esta provincia de Santa Fe, donde tiene cinco canchas de rugby reglamentarias -llamándose la cancha principal "Raúl Francisco DE BIAGGIO" en homenaje a quien fuera en vida uno de sus fundadores- y ocho de rugby infantil, así como también el estadio de hockey sobre césped sintético, siendo su entrada principal, sobre la Ruta, la que tiene las coordenadas 40.711708, -74.013168, la cual está registrada en los mapas que se descargan de la página www.proyectomapear.com.ar para los GPS, además de Google Maps Punto de Google Maps , mientras que su entrada secundaria está ubicada sobre la calle Irlanda N° 1180 , siendo sus coordenadas 1.546682, 31.136735 y en Google Maps Irlanda 1180, Google Maps. 
II- SANTA FE: Centro de Entrenamientos "Federico Salvador CAPUTTO", ubicado dentro del "Polo Deportivo", con entrada por Raúl Tacca Nº 780 -comparte ingreso con el estadio de hockey sobre césped sintético de la ASH - Asociación Santafesina de Hockey SFRC Centro de Entrenamientos. 

DOMICILIO SOCIETARIO:
La su domicilio societario, siguiendo la tradición desde su fundación, es el de calle Corrientes Nº 2466 de la ciudad de Santa Fe. 

## Deportes
Los Deportes que se practican en el club son el hockey femenino y el rugby masculino desde su fundación.

## Títulos
- Campeonatos de la USR: 1987, 1988, 1989, 1990, 1991, 1992, 1993, 1994 y 1999
- Torneo Regional del Litoral: 2008

- Datos: Q5644452